# Aleksander Bobek
Aleksander Bobek (ur. 7 kwietnia 2004 w Łodzi) – polski piłkarz, występujący na pozycji bramkarza w polskim klubie ŁKS Łódź  oraz w reprezentacji Polski U-19. Uczestnik Mistrzostw Europy U-19 2023, na których nie zagrał jednak ani minuty.

## Statystyki

### Klubowe
Na podstawie:
| Klub        | Sezonów | Liga        | Liga  | Liga   | Puchar krajowy | Puchar krajowy | Kontynentalne | Kontynentalne | Suma  | Suma   |
| Klub        | Sezonów | Liga        | Mecze | Bramki | Mecze          | Bramki         | Mecze         | Bramki        | Mecze | Bramki |
| ----------- | ------- | ----------- | ----- | ------ | -------------- | -------------- | ------------- | ------------- | ----- | ------ |
| ŁKS II Łódź | 2       | III liga    | 19    | 0      | 0              | 0              | –             | –             | 19    | 0      |
| ŁKS Łódź    | 3       | I liga      | 24    | 0      | 1              | 0              | –             | –             | 39    | 0      |
| ŁKS Łódź    | 2       | Ekstraklasa | 15    | 0      | 1              | 0              | –             | –             | 39    | 0      |
|             | Łącznie | Łącznie     | 58    | 0      | 1              | 0              | 0             | 0             | 59    | 0      |